# Isabelle Kaiser
Isabelle Kaiser (ur. 2 października 1866 w Beckenried, zm. 17 lutego 1925 tamże) – szwajcarska poetka i prozaik. Tworzyła w języku niemieckim i francuskim. Otrzymała nagrodę Akademii Francuskiej.

## Wybrana twórczość

### Po francusku

#### Poezja
- Ici-Bas (1888)
- Sous les étoiles (1890)
- Des ailes (1897)
- Le jardin clos (1912)

#### Proza
- Cœur de femme (1891)
- Sorcière (1895)
- Héro (1898)
- Notre père qui êtes aux cieux (1899)
- Vive le roi! (1903)
- L'Eclair dans la voile (1907)
- Marcienne de Fluë (1909)

### Po niemiecku
- Wenn die Sonne untergeht (1901), powieść
- Mein Herz (1908), poezja
- Die Friedensucherin (1908), powieść
- Der wandernde See (1910)
- Von ewiger Liebe (1913)